# مهاجران (بازی ویدئویی)

مهاجران (به انگلیسی: The Settlers) یک بازی ویدئویی استراتژی زمان-واقعی است که توسط بلو بایت سافت‌ور توسعه یافته‌است. این بازی اولین بازی از سری بازی‌های مهاجران است که در سال ۱۹۹۳ برای آمیگا و در سال ۱۹۹۴ برای داس منتشر شده‌است.

## خلاصه داستان
در این بازی، بازیکن نقش یک خدای باستانی را بر عهده می‌گیرد و مسئولیت هدایت و رهبری مردم را از طریق دستورات، اعمال نفوذ و مداخلات الهی عهده‌دار می‌شود. بازیکن این قدرت را دارد که سرزمین را شکل دهد، تمدن خود را گسترش دهد و قدرت الهی خویش را افزایش دهد - با هدف نهایی پیروزی پیروانش بر نیروهای دشمن که توسط خدایی رقیب رهبری می‌شوند.